# Temporada 2023 del Campeonato de España de F4
La temporada 2023 del Campeonato de España de F4 fue la octava edición de dicho campeonato. La temporada comenzó el 5 de mayo en Spa-Francorchamps y finalizó el 12 de noviembre en Barcelona. Fue la segunda temporada completa en la que la serie se asocia con la Richard Mille Young Talent Academy.
El francés Théophile Naël bajo licencia española se quedó con el título de pilotos, y Campos Racing Drivers Development se quedó con el Campeonato de Escuderías.

## Equipos y pilotos
| Equipo                          | N.º | Piloto                     | Estado | Rondas   |
| ------------------------------- | --- | -------------------------- | ------ | -------- |
| Rodin Carlin                    | 2   | Noah Lisle                 |        | 1-2, 4-7 |
| Rodin Carlin                    | 26  | Alex Ninovic               | N      | Todas    |
| Rodin Carlin                    | 71  | Federico Al Rifai          | N      | Todas    |
| Campos Racing                   | 3   | Jesse Carrasquedo Jr.      |        | Todas    |
| Campos Racing                   | 8   | Matteo De Palo             | N      | Todas    |
| Campos Racing                   | 17  | Enzo Deligny               | N      | Todas    |
| Campos Racing                   | 18  | Andrés Cárdenas            | N      | 2-7      |
| Campos Racing                   | 23  | Christian Ho               |        | Todas    |
| Campos Racing                   | 75  | Noah Strømsted             |        | Todas    |
| Saintéloc Racing                | 4   | Théophile Naël             |        | Todas    |
| Saintéloc Racing                | 7   | Luciano Morano             |        | Todas    |
| Saintéloc Racing                | 30  | Theodor Jensen             |        | Todas    |
| Saintéloc Racing                | 31  | Sebastian Murray           | N      | 5        |
| MP Motorsport                   | 5   | Alvise Rodella             | N      | Todas    |
| MP Motorsport                   | 14  | Keanu Al Azhari            | N      | Todas    |
| MP Motorsport                   | 22  | Pedro Clerot               |        | Todas    |
| MP Motorsport                   | 55  | Valerio Rinicella          |        | Todas    |
| MP Motorsport                   | 61  | Thomas Strauven            | N      | 4        |
| MP Motorsport                   | 61  | Valentin Kluss             |        | 5        |
| MP Motorsport                   | 61  | Akshay Bohra               | I      | 7        |
| MP Motorsport                   | 66  | Jerónimo Berrío            |        | 1-5      |
| MP Motorsport                   | 66  | Reno Francot               | I      | 6        |
| MP Motorsport                   | 66  | Dominique Dedecker         | I      | 7        |
| Tecnicar - Fórmula de Campeones | 6   | Hiyu Yamakoshi             | N      | 2-3, 5-7 |
| Tecnicar - Fórmula de Campeones | 6   | Dewey Richards             | N      | 4        |
| Tecnicar - Fórmula de Campeones | 10  | Lorenzo Castillo           | N I    | 4-7      |
| Tecnicar - Fórmula de Campeones | 19  | Eric Gené                  | N      | Todas    |
| Tecnicar - Fórmula de Campeones | 88  | Griffin Peebles            | N      | Todas    |
| Drivex                          | 9   | Georgy Zhuravskiy          | N      | 1-5      |
| Drivex                          | 13  | Daniel Nogales             |        | 1-3      |
| Drivex                          | 13  | Joao Paulo Diaz Balesteiro | N I    | 6        |
| Drivex                          | 21  | Alexander Abkhazava        | N      | Todas    |
| Drivex                          | 54  | Alexander Bolduev          | N      | 1, 3     |
| Drivex                          | 69  | Maximiliano Restrepo       | N      | Todas    |
| Drivex                          | 85  | Juan Cota                  | N      | Todas    |
| GRS Team                        | 11  | Carl Bennett               |        | 1-5      |
| GRS Team                        | 11  | Daniel Maciá               |        | 6-7      |
| GRS Team                        | 28  | Daniel Maciá               | 1-2    |          |
| GRS Team                        | 28  | Isaac Barashi              | N      | 4-7      |
| GRS Team                        | 72  | Eloi González              | N I    | 4        |
| GRS Team                        | 72  | Gabriel Stilp              | N I    | 6        |
| GRS Team                        | 72  | Luis Carlos Pérez          | I      | 7        |
| Monlau Motorsport               | 12  | Pablo Sarrazin             |        | Todas    |
| Monlau Motorsport               | 33  | Ricardo Gracia Filho       |        | Todas    |
| Monlau Motorsport               | 41  | Fernando Barrichello       |        | Todas    |
| Monlau Motorsport               | 74  | Lin Hodenius               | N      | 2-7      |
| Cram Motorsport                 | 35  | Flavio Olivieri            | N      | Todas    |
| Cram Motorsport                 | 36  | Alessandro Silvaggi        | N      | 2-3      |
| Cram Motorsport                 | 36  | Kai Daryanani              | N      | 4-6      |
| Cram Motorsport                 | 36  | Gabriel Gomez              | N I    | 7        |
| Cram Motorsport                 | 37  | Filippo Fiorentino         | N I    | 6-7      |

| Icono | Estado                                               |
| ----- | ---------------------------------------------------- |
| N     | Novato                                               |
| F     | Trofeo Femenino                                      |
| I     | Pilotos invitados no son elegibles para sumar puntos |

- Se suponía que Eloi González debutaría en el campeonato con Monlau Motorsport antes de pasar a la cuarta ronda con el GRS Team.[32]

## Calendario
| Ronda   | Ronda | Circuito                                     | Fecha            |
| ------- | ----- | -------------------------------------------- | ---------------- |
| 1       | C1    | Circuito de Spa-Francorchamps, Francorchamps | 5 de mayo        |
| 1       | C2    | Circuito de Spa-Francorchamps, Francorchamps | 6 de mayo        |
| 1       | C3    | Circuito de Spa-Francorchamps, Francorchamps | 7 de mayo        |
| 2       | C1    | MotorLand Aragón, Alcañiz                    | 27 de mayo       |
| 2       | C2    | MotorLand Aragón, Alcañiz                    | 28 de mayo       |
| 2       | C3    | MotorLand Aragón, Alcañiz                    | 28 de mayo       |
| 3       | C1    | Circuito de Navarra, Los Arcos               | 24 de junio      |
| 3       | C2    | Circuito de Navarra, Los Arcos               | 25 de junio      |
| 3       | C3    | Circuito de Navarra, Los Arcos               | 25 de junio      |
| 4       | C1    | Circuito de Jerez, Jerez de la Frontera      | 23 de septiembre |
| 4       | C2    | Circuito de Jerez, Jerez de la Frontera      | 24 de septiembre |
| 4       | C3    | Circuito de Jerez, Jerez de la Frontera      | 24 de septiembre |
| 5       | C1    | Autódromo Fernanda Pires da Silva, Estoril   | 30 de septiembre |
| 5       | C2    | Autódromo Fernanda Pires da Silva, Estoril   | 1 de octubre     |
| 5       | C3    | Autódromo Fernanda Pires da Silva, Estoril   | 1 de octubre     |
| 6       | C1    | Circuito Ricardo Tormo, Cheste               | 14 de octubre    |
| 6       | C2    | Circuito Ricardo Tormo, Cheste               | 15 de octubre    |
| 6       | C3    | Circuito Ricardo Tormo, Cheste               | 15 de octubre    |
| 7       | C1    | Circuito de Barcelona-Cataluña, Montmeló     | 11 de noviembre  |
| 7       | C2    | Circuito de Barcelona-Cataluña, Montmeló     | 12 de noviembre  |
| 7       | C3    | Circuito de Barcelona-Cataluña, Montmeló     | 12 de noviembre  |
| Fuente: |       |                                              |                  |

## Resultados
| Ronda | Ronda | Ronda                | Pole Position     | Vuelta rápida     | Piloto ganador    | Equipo ganador   | Novato ganador  |
| ----- | ----- | -------------------- | ----------------- | ----------------- | ----------------- | ---------------- | --------------- |
| 1     | C1    | Spa-Francorchamps    | Pedro Clerot      | Christian Ho      | Pedro Clerot      | MP Motorsport    | Keanu Al-Azhari |
| 1     | C2    | Spa-Francorchamps    | Keanu Al-Azhari   | Christian Ho      | Pedro Clerot      | MP Motorsport    | Enzo Deligny    |
| 1     | C3    | Spa-Francorchamps    | Valerio Rinicella | Matteo De Palo    | Matteo De Palo    | Campos Racing    | Matteo De Palo  |
| 2     | C1    | Alcañiz              | Christian Ho      | Enzo Deligny      | Enzo Deligny      | Campos Racing    | Enzo Deligny    |
| 2     | C2    | Alcañiz              | Christian Ho      | Enzo Deligny      | Christian Ho      | Campos Racing    | Enzo Deligny    |
| 2     | C3    | Alcañiz              | Matteo De Palo    | Théophile Naël    | Théophile Naël    | Saintéloc Racing | Enzo Deligny    |
| 3     | C1    | Navarra              | Valerio Rinicella | Valerio Rinicella | Théophile Naël    | Saintéloc Racing | Keanu Al-Azhari |
| 3     | C2    | Navarra              | Théophile Naël    | Valerio Rinicella | Théophile Naël    | Saintéloc Racing | Enzo Deligny    |
| 3     | C3    | Navarra              | Valerio Rinicella | Valerio Rinicella | Valerio Rinicella | MP Motorsport    | Keanu Al-Azhari |
| 4     | C1    | Jerez de la Frontera | Andrés Cárdenas   | Théophile Naël    | Théophile Naël    | Saintéloc Racing | Andrés Cárdenas |
| 4     | C2    | Jerez de la Frontera | Andrés Cárdenas   | Andrés Cárdenas   | Andrés Cárdenas   | Campos Racing    | Andrés Cárdenas |
| 4     | C3    | Jerez de la Frontera | Théophile Naël    | Théophile Naël    | Théophile Naël    | Saintéloc Racing | Andrés Cárdenas |
| 5     | C1    | Estoril              | Théophile Naël    | Théophile Naël    | Théophile Naël    | Saintéloc Racing | Enzo Deligny    |
| 5     | C2    | Estoril              | Théophile Naël    | Noah Strømsted    | Théophile Naël    | Saintéloc Racing | Enzo Deligny    |
| 5     | C3    | Estoril              | Christian Ho      | Pedro Clerot      | Enzo Deligny      | Campos Racing    | Enzo Deligny    |
| 6     | C1    | Valencia             | Christian Ho      | Valerio Rinicella | Valerio Rinicella | MP Motorsport    | Enzo Deligny    |
| 6     | C2    | Valencia             | Valerio Rinicella | Théophile Naël    | Théophile Naël    | Saintéloc Racing | Matteo De Palo  |
| 6     | C3    | Valencia             | Théophile Naël    | Christian Ho      | Christian Ho      | Campos Racing    | Matteo De Palo  |
| 7     | C1    | Barcelona            | Christian Ho      | Christian Ho      | Christian Ho      | Campos Racing    | Enzo Deligny    |
| 7     | C2    | Barcelona            | Christian Ho      | Christian Ho      | Christian Ho      | Campos Racing    | Enzo Deligny    |
| 7     | C3    | Barcelona            | Christian Ho      | Christian Ho      | Christian Ho      | Campos Racing    | Matteo De Palo  |

## Clasificaciones

### Sistema de puntuación
| Carreras | Posiciones, puntos por carrera | Posiciones, puntos por carrera | Posiciones, puntos por carrera | Posiciones, puntos por carrera | Posiciones, puntos por carrera | Posiciones, puntos por carrera | Posiciones, puntos por carrera | Posiciones, puntos por carrera | Posiciones, puntos por carrera | Posiciones, puntos por carrera | Posiciones, puntos por carrera | Posiciones, puntos por carrera |
| -------- | ------------------------------ | ------------------------------ | ------------------------------ | ------------------------------ | ------------------------------ | ------------------------------ | ------------------------------ | ------------------------------ | ------------------------------ | ------------------------------ | ------------------------------ | ------------------------------ |
| Carreras | 1.º                            | 2.º                            | 3.º                            | 4.º                            | 5.º                            | 6.º                            | 7.º                            | 8.º                            | 9.º                            | 10.º                           | Pole                           | VR                             |
| 30'      | 25                             | 18                             | 15                             | 12                             | 10                             | 8                              | 6                              | 4                              | 2                              | 1                              | 2                              | 1                              |
| 25'      | 18                             | 15                             | 12                             | 10                             | 8                              | 6                              | 4                              | 2                              | 1                              |                                |                                | 1                              |

### Campeonato de Pilotos
| Pos.                                            | Piloto                     | SPA | SPA | SPA | ARA | ARA | ARA | NAV | NAV | NAV | JER | JER | JER | EST | EST | EST | VAL | VAL | VAL | BAR | BAR | BAR | Puntos |
| ----------------------------------------------- | -------------------------- | --- | --- | --- | --- | --- | --- | --- | --- | --- | --- | --- | --- | --- | --- | --- | --- | --- | --- | --- | --- | --- | ------ |
| 1                                               | Théophile Naël             | 7   | 3   | 6   | 5   | 3   | 1   | 1   | 1   | 3   | 1   | 4   | 1   | 1   | 1   | Ret | 2   | 1   | 19  | 3   | 18  | 2   | 314    |
| 2                                               | Christian Ho               | 2   | 26  | 3   | 2   | 1   | Ret | 4   | 4   | Ret | 6   | 8   | 3   | 3   | 3   | 2   | 3   | 6   | 1   | 1   | 1   | 1   | 291    |
| 3                                               | Valerio Rinicella          | 19  | 2   | 12  | 4   | 7   | 7   | 2   | 3   | 1   | 5   | 3   | 2   | 6   | 14  | 3   | 1   | 2   | 7   | 2   | 3   | 3   | 256    |
| 4                                               | Enzo Deligny               | 22  | 4   | 16  | 1   | 2   | 2   | Ret | 2   | Ret | 3   | 2   | 6   | 2   | 2   | 1   | 5   | 4   | 4   | 4   | 2   | DSQ | 240    |
| 5                                               | Matteo De Palo             | 9   | 7   | 1   | 7   | 5   | 3   | 15  | Ret | 6   | 4   | 7   | 8   | 7   | 4   | 9   | 7   | 3   | 2   | 6   | 6   | 4   | 171    |
| 6                                               | Pedro Clerot               | 1   | 1   | 2   | 10  | 4   | 6   | 5   | 6   | 5   | 12  | 28  | 10  | 4   | 5   | 5   | 22  | 9   | 24  | 13  | 4   | 17  | 151    |
| 7                                               | Noah Strømsted             | 4   | 6   | DNS | 3   | 6   | 4   | 3   | 8   | 2   | Ret | 5   | 9   | 12  | 6   | 13  | 20  | Ret | 5   | 5   | 5   | 6   | 139    |
| 8                                               | Andrés Cárdenas            |     |     |     | 6   | Ret | 16  | Ret | 10  | 7   | 2   | 1   | 4   | 5   | 10  | 4   | 6   | 8   | 6   | 15  | 8   | Ret | 107    |
| 9                                               | Keanu Al Azhari            | 3   | Ret | 4   | 30  | 8   | 5   | 6   | 5   | 4   | 9   | 13  | 5   | 14  | 7   | 19  | 13  | 7   | 8   | 10  | 12  | 7   | 98     |
| 10                                              | Alex Ninovic               | 5   | Ret | 10  | 11  | 10  | 11  | 8   | 7   | 8   | 14  | 29  | Ret | 10  | 9   | 26  | 8   | 5   | 3   | Ret | Ret | 9   | 54     |
| 11                                              | Noah Lisle                 | 6   | 5   | Ret | 13  | 20  | Ret |     |     |     | 8   | 6   | 7   | 30  | 24  | 6   | 9   | 11  | 11  | 9   | Ret | 19  | 44     |
| 12                                              | Jerónimo Berrío            | 8   | 8   | 5   | 12  | 25† | 8   | 7   | 11  | 12  | 7   | 9   | 14  | 15  | Ret | 12  |     |     |     |     |     |     | 33     |
| 13                                              | Ricardo Gracia Filho       | 13  | 11  | 21  | 14  | 9   | 9   | 23  | 9   | 10  | 11  | 10  | Ret | 9   | 11  | 15  | 4   | 10  | 15  | 7   | Ret | 14  | 25     |
| 14                                              | Hiyu Yamakoshi             |     |     |     | 9   | DNS | Ret | Ret | 14  | Ret |     |     |     | 8   | 19  | 10  | 14  | 12  | 9   | 8   | 7   | 8   | 21     |
| 15                                              | Juan Cota                  | 18  | 18  | 18  | 24  | 28† | Ret | 13  | 20  | 16  | 20  | 17  | 18  | 16  | 31  | 8   | 25  | 13  | 13  | 21  | 23  | 5   | 14     |
| 16                                              | Valentin Kluss             |     |     |     |     |     |     |     |     |     |     |     |     | Ret | 8   | 7   |     |     |     |     |     |     | 8      |
| 17                                              | Fernando Barrichello       | 24  | 24  | 7   | 31† | 22  | Ret | 24† | 29  | 23  | Ret | 22  | 17  | Ret | 21  | Ret | 15  | 20  | DSQ | 19  | Ret | Ret | 6      |
| 18                                              | Daniel Nogales             | 10  | 20  | 8   | Ret | 27† | 18  | 16  | 16  | 13  |     |     |     |     |     |     |     |     |     |     |     |     | 5      |
| 19                                              | Jesse Carrasquedo Jr.      | 12  | 25  | Ret | 8   | 14  | 14  | 12  | 12  | 14  | 28† | 11  | 12  | 20  | Ret | 14  | 18  | 31  | 20  | 25  | 19  | Ret | 4      |
| 20                                              | Alvise Rodella             | 20  | Ret | 14  | 23  | 17  | 10  | 10  | 17  | 9   | Ret | 15  | 23  | 19  | 16  | 18  | 19  | 25  | 12  | 22  | 11  | 16  | 4      |
| 21                                              | Federico Al Rifai          | 23  | 9   | 9   | 28  | 11  | 23  | 21  | 21  | 18  | 18  | 18  | 16  | 13  | 12  | 11  | 27  | 14  | 14  | 30  | 20  | Ret | 3      |
| 22                                              | Pablo Sarrazin             | 21  | 16  | Ret | 19  | 12  | 27† | 9   | 13  | 19  | 16  | 12  | Ret | 18  | 18  | 25  | Ret | 16  | 21  | 11  | 10  | Ret | 2      |
| 23                                              | Alexander Abkhazava        | 15  | 19  | 20  | 17  | 15  | 12  | 11  | 28  | 11  | 13  | 33† | 15  | Ret | 22  | Ret | 10  | 17  | 10  | 17  | 24  | Ret | 2      |
| 24                                              | Flavio Olivieri            | Ret | 22  | 11  | 22  | Ret | 20  | Ret | 24  | 17  | Ret | 24  | 19  | 24  | 20  | 17  | 24  | Ret | Ret | Ret | 9   | 10  | 2      |
| 25                                              | Griffin Peebles            | 17  | 17  | 17  | 15  | 13  | 15  | 18  | 18  | 20  | 10  | 14  | 25  | 26  | 17  | 16  | 26  | 27  | 16  | 23  | 17  | 13  | 1      |
| 26                                              | Daniel Maciá               | 11  | 10  | Ret | WD  | WD  | WD  |     |     |     |     |     |     |     |     |     | 12  | 19  | Ret | Ret | 15  | 15  | 0      |
| 27                                              | Lin Hodenius               |     |     |     | 26  | 24  | 26† | 20  | 26  | 25  | 29† | 19  | 11  | 11  | 15  | 24  | 17  | 21  | 30  | 12  | Ret | DNS | 0      |
| 28                                              | Luciano Morano             | 16  | 13  | 15  | 16  | 19  | 13  | 14  | 19  | 21  | 21  | 32† | 21  | Ret | 26  | 20  | 21  | 28  | 23  | 24  | 14  | 11  | 0      |
| 29                                              | Alexander Bolduev          | Ret | 12  | Ret |     |     |     | WD  | WD  | WD  |     |     |     |     |     |     |     |     |     |     |     |     | 0      |
| 30                                              | Theodor Jensen             | 28  | 14  | 19  | 18  | 26† | 22  | DNS | 15  | 15  | 15  | 31  | 20  | 22  | 13  | 21  | 16  | 22  | 29  | 14  | 13  | Ret | 0      |
| 31                                              | Eric Gené                  | 25  | 21  | 13  | 21  | 18  | 17  | 19  | 23  | Ret | 22  | 16  | 22  | 17  | 23  | 22  | 23  | 24  | Ret | 16  | 26  | 23  | 0      |
| 32                                              | Thomas Strauven            |     |     |     |     |     |     |     |     |     | Ret | Ret | 13  |     |     |     |     |     |     |     |     |     | 0      |
| 33                                              | Carl Bennett               | 14  | 15  | 24† | 20  | 16  | 19  | 17  | 22  | 22  | 26  | 20  | Ret | 27  | 29  | Ret |     |     |     |     |     |     | 0      |
| 34                                              | Georgy Zhuravskiy          | 26  | 23  | 22  | 25  | Ret | 21  | 22  | 25  | 24  | 17  | Ret | 24  | 25  | Ret | Ret |     |     |     |     |     |     | 0      |
| 35                                              | Kai Daryanani              |     |     |     |     |     |     |     |     |     | 19  | 23  | 28  | 29  | 25  | 23  | 29  | 23  | 22  |     |     |     | 0      |
| 36                                              | Isaac Barashi              |     |     |     |     |     |     |     |     |     | 25  | 30  | 29  | 28  | 30  | Ret | Ret | 30  | DSQ | 26  | 21  | 22  | 0      |
| 37                                              | Maximiliano Restrepo       | 27  | 27  | 23  | 27  | 23  | 25  | Ret | 27  | DNS | 27  | 21  | Ret | 23  | 27  | Ret | 28  | Ret | 26  | 28  | Ret | Ret | 0      |
| 38                                              | Alessandro Silvaggi        |     |     |     | 29  | 21  | 24  | WD  | WD  | WD  |     |     |     |     |     |     |     |     |     |     |     |     | 0      |
| 39                                              | Sebastian Murray           |     |     |     |     |     |     |     |     |     |     |     |     | 21  | 28  | Ret |     |     |     |     |     |     | 0      |
| 40                                              | Dewey Richards             |     |     |     |     |     |     |     |     |     | 23  | 25  | 30  |     |     |     |     |     |     |     |     |     | 0      |
| Pilotos invitados inelegibles para sumar puntos |                            |     |     |     |     |     |     |     |     |     |     |     |     |     |     |     |     |     |     |     |     |     |        |
|                                                 | Reno Francot               |     |     |     |     |     |     |     |     |     |     |     |     |     |     |     | 11  | 15  | 17  |     |     |     |        |
|                                                 | Akshay Bohra               |     |     |     |     |     |     |     |     |     |     |     |     |     |     |     |     |     |     | 20  | 16  | 12  |        |
|                                                 | Gabriel Stilp              |     |     |     |     |     |     |     |     |     |     |     |     |     |     |     | 30  | 18  | 18  |     |     |     |        |
|                                                 | Gabriel Gomez              |     |     |     |     |     |     |     |     |     |     |     |     |     |     |     |     |     |     | 18  | 25  | Ret |        |
|                                                 | Filippo Fiorentino         |     |     |     |     |     |     |     |     |     |     |     |     |     |     |     | Ret | 29  | 25  | Ret | 22  | 18  |        |
|                                                 | Lorenzo Castillo           |     |     |     |     |     |     |     |     |     | 24  | 26  | 26  | WD  | WD  | WD  | Ret | Ret | 27  | 27  | 28  | 20  |        |
|                                                 | Luis Carlos Pérez          |     |     |     |     |     |     |     |     |     |     |     |     |     |     |     |     |     |     | 29  | 27  | 21  |        |
|                                                 | Joao Paulo Diaz Balesteiro |     |     |     |     |     |     |     |     |     |     |     |     |     |     |     | Ret | 26  | 28  |     |     |     |        |
|                                                 | Eloi González              |     |     |     |     |     |     |     |     |     | Ret | 27  | 27  |     |     |     |     |     |     |     |     |     |        |
|                                                 | Dominique Dedecker         |     |     |     |     |     |     |     |     |     |     |     |     |     |     |     |     |     |     | WD  | WD  | WD  |        |
| Pos.                                            | Piloto                     | SPA | SPA | SPA | ARA | ARA | ARA | NAV | NAV | NAV | JER | JER | JER | EST | EST | EST | VAL | VAL | VAL | BAR | BAR | BAR | Puntos |

| Color     | Resultado                                                               |
| --------- | ----------------------------------------------------------------------- |
| Oro       | Ganador                                                                 |
| Plata     | 2.ª plaza                                                               |
| Bronce    | 3.ª plaza                                                               |
| Verde     | Finalizó en los puntos                                                  |
| Azul      | Finalizó sin puntos                                                     |
| Azul      | NC - No clasificado                                                     |
| Violeta   | Ret - No terminó (Carrera)                                              |
| Rojo      | DNQ - No se clasificó                                                   |
| Negro     | DSQ - Descalificado                                                     |
| Blanco    | DNS - No empezó (carrera)                                               |
| Blanco    | WD - Retirado (fin de semana)                                           |
| Blanco    | C - Carrera cancelada                                                   |
| Sin color | DNP - Inscrito pero no participó                                        |
| Sin color | INJ - Lesionado                                                         |
| Sin color | EX - Excluido                                                           |
| Estado    | Resultado                                                               |
| Negrita   | Pole position                                                           |
| Cursiva   | Vuelta rápida                                                           |
| †         | Abandona, pero clasifica al completar el porcentaje requerido para ello |

### Campeonato de Equipos
Los dos mejores finalistas obtienen puntos para su equipo. Los puntos de bonificación no se cuentan.
| Pos. | Equipo                            | Puntos |
| ---- | --------------------------------- | ------ |
| 1    | MP Motorsport                     | 460    |
| 2    | Campos Racing Drivers Development | 458    |
| 3    | Campos Racing                     | 409    |
| 4    | Saintéloc Racing                  | 303    |
| 5    | Rodin Carlin                      | 101    |
| 6    | MP Motorsports                    | 45     |
| 7    | Monlau Motorsport                 | 34     |
| 8    | Drivex                            | 21     |
| 9    | Tecnicar - Fórmula de Campeones   | 18     |
| 10   | Cram Motorsport                   | 3      |
| 11   | GRS Team                          | 0      |
| 12   | Drivex Academy                    | 0      |